# Şarık Arıyak
Şarık Arıyak (Istanbul, 3 de març de 1930 - Sydney, 17 de desembre de 1980) va ser un diplomàtic turc assassinat per l'organització terrorista CJGA. Arıyak, consol general de Turquia a Sydney, Australia, va ser assassinat a trets per uns membres de CJGA. Engin Sever, el seu guardaespatlles també va morir en el mateix atemptat.
Arıyak, de jove, va jugar futbol pel club esportiu Gençlerbirliği d'Ankara.
En la seva tomba a Ankara és escrit "Estimava a tothom".